# Nashville Noise
Le Nashville Noise sono state una franchigia di pallacanestro della ABL, con sede a Nashville, nel Tennessee, attive nel 1998.
Disputarono una stagione nella ABL. Avevano un record di 4-11 quando la lega fallì nel dicembre 1998.

## Stagioni
| Stagione | Lega | Denominazione   | V | P  | %    | Piazzamento | Play-off |
| -------- | ---- | --------------- | - | -- | ---- | ----------- | -------- |
| 1998-99  | ABL  | Nashville Noise | 4 | 11 | 26,7 | 4º          | -        |